# Yoshika Arai
Yoshika Arai (jap. 荒井 悦加, Arai Yoshika; * 26. Februar 1982 in der Präfektur Shimane als Yoshika Tatsumi) ist eine ehemalige japanische Leichtathletin, die sich auf den Hindernislauf spezialisiert hat. Ihren größten Erfolg feierte sie mit dem Asienmeistertitel über 3000 m Hindernis 2009 in Guangzhou.

## Sportliche Laufbahn
Erste internationale Erfahrungen sammelte Yoshika Arai im Jahr 2007, als sie über 3000 m Hindernis bei den Weltmeisterschaften im heimischen Osaka startete und dort mit 10:32,67 min nicht über den Vorlauf hinauskam. 2009 siegte sie in 10:05,94 min bei den Asienmeisterschaften in Guangzhou und 2013 gelangte sie bei den Asienmeisterschaften in Pune mit 10:11,36 min auf Rang vier. Im Juni 2014 bestritt sie ihren letzten offiziellen Wettkampf und beendete daraufhin ihre aktive sportliche Karriere im Alter von 32 Jahren.
In den Jahren 2012 und 2013 wurde Arai japanische Meisterin im 3000-Meter-Hindernislauf.

## Persönliche Bestzeiten
- 3000 m Hindernis: 9:53,87 min, 6. Juni 2009 in Sapporo